# Minha Bossa É Treta
Minha Bossa É Treta é o álbum de estréia da cantora e compositora brasileira Yzalú, o álbum foi lançado em 8 de março de 2016, sob o rótulo Raposo Records. O primeiro single do álbum é o homônimo "Minha Bossa É Treta", que foi lançado no mês anterior de fevereiro.
O álbum foi considerado como um dos melhores álbuns de hip-hop de 2016 pelo portal R7. A revista Rolling Stone destacou a música inédita de Sabotage "Figura Difícil".
A capa do álbum foi a primeira vez que Yzalú expôs a prótese que ela usa na perna direita.

## Faixas
| N.º            | Título                   | Compositor(es)                | Duração |  |
| 1.             | "Alma Negra"             | Yzalú                         | 1:07    |  |
| 2.             | "Minha Bossa É Treta"    | Yzalú                         | 4:08    |  |
| 3.             | "Arrumei o Barraco"      | Yzalú                         | 3:39    |  |
| 4.             | "Teu Sorriso"            | Yzalú, Pazsado, Marko Andrade | 4:05    |  |
| 5.             | "Deixa Pra Lá"           | Yzalú                         | 3:14    |  |
| 6.             | "Figura Difícil"         | Yzalú, Sabotage               | 2:43    |  |
| 7.             | "É o Rap Tio"            | Yzalú, Amanda NegraSim        | 3:43    |  |
| 8.             | "Deixo Ir"               | Yzalú                         | 2:57    |  |
| 9.             | "Camin"                  | Yzalú                         | 3:11    |  |
| 10.            | "Rua 4"                  | Yzalú                         | 3:33    |  |
| 11.            | "Lamentos de um Poeta"   | Yzalú, Mariel Reis            | 4:15    |  |
| 12.            | "Figura Difícil (Remix)" | Yzalú, Sabotage               | 2:42    |  |
| Duração total: | Duração total:           | Duração total:                | 30:14   |  |